# Professor Pyg
Il Professor Pyg, il cui vero nome è Lazslo Valentin, è un personaggio immaginario dei fumetti pubblicati da DC Comics. È stato creato da Grant Morrison e Andy Kubert e ha debuttato come cadavere nella storia della realtà alternativa Batman #666 prima di essere introdotto come personaggio ricorrente nell'universo DC ordinario e due anni dopo in Batman & Robin. Il Professor Pyg è stato reintrodotto in seguito al rilascio dei fumetti dalla New 52 di DC nel 2011, apparendo per tutta la continuità e il successivo rilancio di DC Rebirth iniziato nel 2016.

## Biografia del personaggio

### Terra Prime
Di origini ungheresi e italiane, Lazslo Valentin era un chirurgo di fama mondiale, considerato da molti il migliore al mondo. Un giorno però dopo aver letto Frankenstein o il moderno Prometeo venne preso da un'idea: creare un corpo perfetto ispirato alla creatura del romanzo e chiese il permesso a svariati ospedali ricevendo netti rifiuti. Trafugò allora diversi cadaveri di nascosto dall'obitorio e cominciò a costruire il corpo ma venne fermato da Batman e rinchiuso a Blackgate mentre i corpi mutilati vennero ripristinati. Quando Valentin evase riprese a lavorare, questa volta di nascosto e tempo dopo creò il suo primo uomo ma morì poco dopo. Valentin cadde nella disperazione impazzendo poco a poco e rapi centinaia e centinaia di persone mutilandole e trasformandole nei suoi Dollotrons venendo regolarmente fermato da Batman.

### New 52
Lazslo Valentin era il figlio del celebre chirurgo italo-ungherese Pygmalion Valentin, amico di famiglia degli Wayne e soprannominato scherzosamente dai suoi colleghi Professor Pyg per la sua bizzarra abitudine di indossare sempre una maschera da maiale durante le sue operazioni ma nonostante ciò era una figura molto rispettata in ambito ospedialiero ed estremamente bravo, tanto da essere considerato il miglior chirurgo al mondo. Lazlo vedeva suo padre come la perfezione proprio per la sua precisione millimetrica nelle operazioni e quando il padre morì prese il suo posto all'età di soli 19 anni. Tuttavia era sempre nervoso perché pensava di non essere all'altezza del padre e alla fine decise di abbandonare il lavoro di chirurgo per la troppa pressione impazzendo poco a poco. Trovò lavoro in un circo come lanciatore di coltelli e in poco tempo divenne l'attrazione principale ma fu licenziato, arrestato e incarcerato per 2 settimane dopo aver ucciso per errore uno dei membri colpendolo con una delle sue mannaie. Una volta rilasciato studiò con attenzione tutte le operazioni eseguite dal padre in passato, dopo diversi anni tornò nello stesso ospedale in cui lavorò e riprese il suo lavoro di chirurgo. Inizialmente titubante e sotto pressione, eseguì la sua primissima operazione su Due Facce (in quel momento privo di sensi), riuscì a farlo tornare Harvey Dent e ricevette gli stessi elogi del padre. Tuttavia col tempo la pazzia di Valentin si fece sempre più grande e un giorno gli venne in mente un'idea: creare l'uomo perfetto. Rimase quindi all'ospedale di nascosto e di notte trafugò diversi cadaveri dall'obitorio assemblandoli per creare un corpo che fosse la perfezione fisica ma venne fermato da Batman e spedito in carcere. Col tempo tuttavia Batman scoprì che Pyg era in realtà Lazslo, figlio dell'amico di famiglia dei suoi genitori, e intraprese una missione personale per aiutarlo a guarire la sua follia spesso difendendolo nei panni di Bruce Wayne, gli unici in cui Lazslo poteva sentirsi protetto in quanto amici d'infanzia mentre nei panni di Batman lo avrebbe si mandato in carcere ma anche protetto la sua persona con pene più lievi e mettendolo sempre in isolamento per evitargli gravi conseguenze come venire pestato a sangue o addirittura ucciso mentre Pyg vedendo Batman come la perfezione fisica, pur essendo impazzito lo avrebbe comunque visto come un angelo custode che lo avrebbe sempre salvato

## Poteri e abilità
Valentin non possiede superpoteri ma è un chirurgo estremamente esperto (è considerato il migliore al mondo) e capace di smontare e rimontare corpi in maniera impeccabile ed è in grado di maneggiare strumenti come bisturi, trapani e coltelli con una precisione millimetrica. Inoltre la sua follia lo rende estremamente imprevedibile a tal punto che lo stesso Joker lo ritiene troppo pazzo anche per lui.
Per via del suo passato nel circo come lanciatore di coltelli è molto bravo a centrare i bersagli e lo stesso Deadshot ne riconosce la bravura. Inoltre come chirurgo conosce alla perfezione ogni punto di un corpo, umano o animale che sia, e ciò lo aiuta molto a colpire i suoi bersagli nel punto giusti per poterli uccidere al primo colpo.
Possiede anche una buona resistenza dato che si è rialzato dalla mossa spezzaschiena di Bane poco dopo.

## Altri media

### Televisione
- Batman: The Brave and the Bold
- Beware the Batman
- Gotham
- Batwoman

### Film d'animazione
- Suicide Squad - Un inferno da scontare

### Videogiochi
- Batman: Arkham Knight
- Injustice 2